# Проехидна Бартона
Проехидна Бартона (лат. Zaglossus bartoni) — вид млекопитающих из семейства ехидновых, обитающих на острове Новая Гвинея, в основном в Папуа, на высотах от 2000 до 3000 м над уровнем моря.

## Описание
Весит 5—10 кг, длина тела 60—100 см, хвост отсутствует. Продолжительность жизни проехидны Бартона составляет около 30 лет. Это животное — крупнейшее из всех однопроходных.

### Размножение
Относясь к однопроходным, проехидна Бартона очень отличается от плацентарных млекопитающих в методах размножения. У неё есть единая клоака, через которую выводятся моча и кал, а также сперма и откладываются яйца, так как в отличие от других млекопитающих однопроходные не являются живородящими.
О поведении представителей вида при размножении из-за сложности их обнаружения и отслеживания известно немного. Особенности строения проехидны затрудняют установку трекинговых датчиков, вдобавок, она является в основном ночным животным.

## Экология
Представителей вида находили на высоте около 4150 м. В наши дни Zaglossus bartoni редко можно встретить на уровне моря.
Питаются преимущественно насекомыми. Угрозой для вида являются человек и бродячие собаки. Местные жители охотятся на протоехидну. Проехидны роют норы, что несколько улучшает их положение и дает возможность скрыться от врагов. Свою роль играет и сведение лесов.

## Систематика
До 1998 года три вида проехидн считались одним. Затем Тим Фланнери опубликовал работу, в которой разделил их и выделил несколько подвидов.
Науке известны четыре подвида проехидны Бартона:
- Zaglossus bartoni bartoni (Thomas, 1907)
- Zaglossus bartoni clunius Thomas & W. Rothschild, 1922
- Zaglossus bartoni diamondi Flannery & Groves, 1998
- Zaglossus bartoni smeenki Flannery & Groves, 1998

Их популяции географически изолированы одна от другой. Подвиды различаются в первую очередь размерами тел животных.